# Oil Refineries

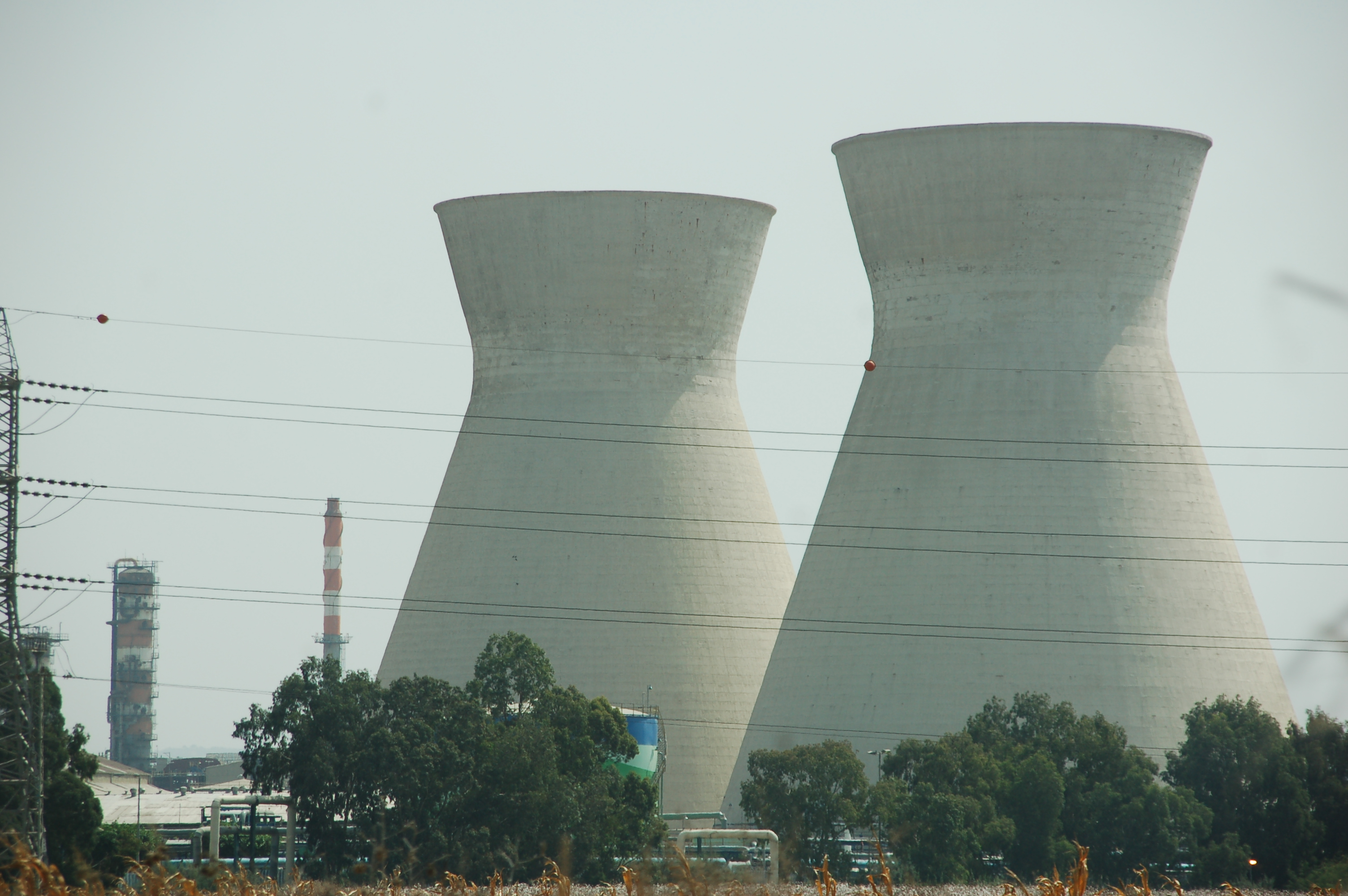

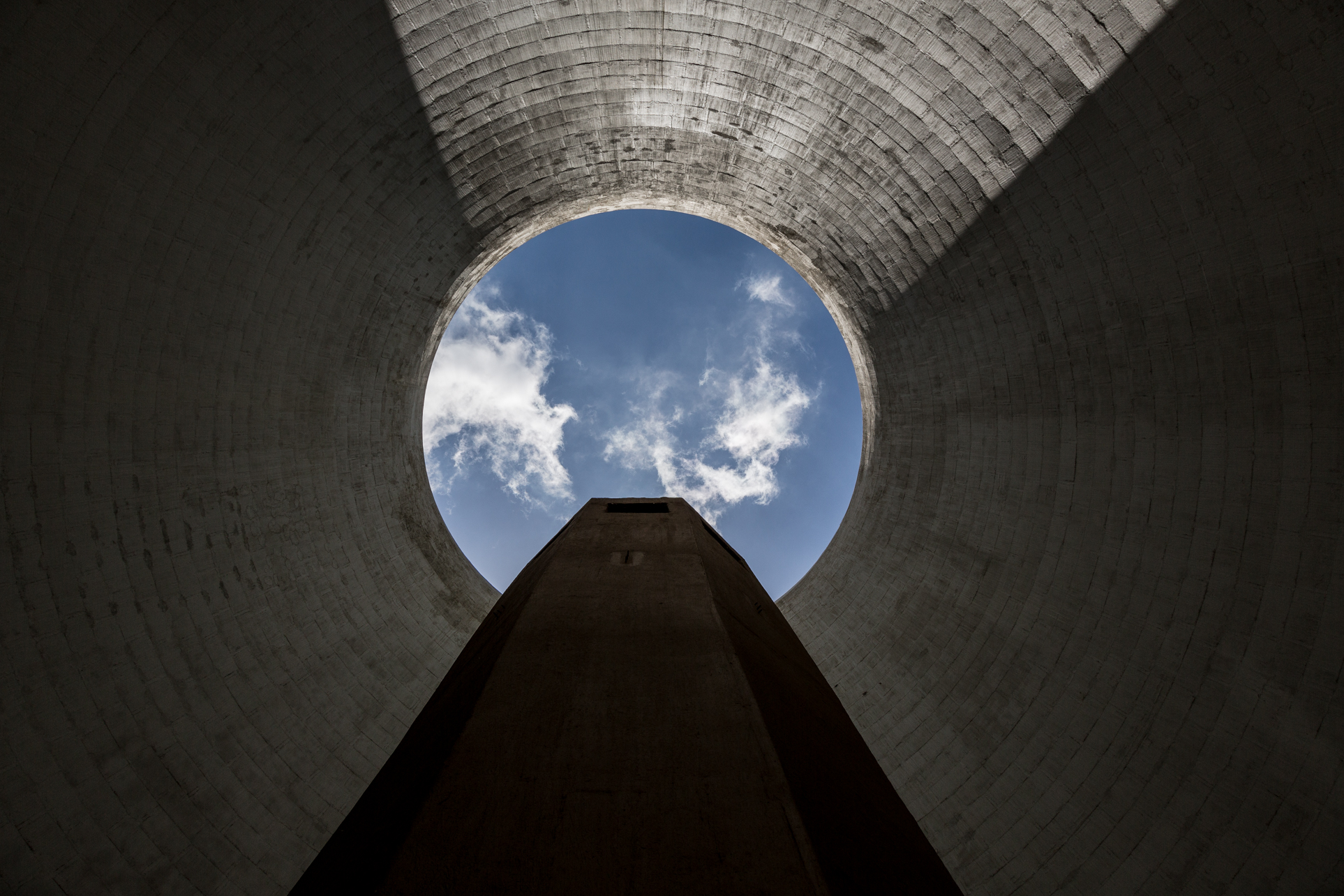

Die Oil Refineries Ltd. (ORL) (hebräisch בָּתֵּי זִקּוּק לְנֶפְט בָּעָ״מ Battej Siqqūq lə-Nepht BaʿAM, deutsch ‚Häuser der Raffination für Naphtha GmbH‘, als Akronym BaSaN, בז״ן, oder anglophon Bazan Ltd. mit z für stimmhaftes s) ist ein israelisches petrochemisches Unternehmen mit Sitz in Haifa, das zugleich Betreiber der größten Raffinerie Israels ist.
Die Unternehmensgeschichte reicht in die Zeit des Völkerbundsmandats für Palästina zurück, als in den 1930er Jahren die Consolidated Refineries Limited (CRL) gegründet wurden, ein Joint Venture zwischen Royal Dutch Shell und der Anglo-American Oil Company (Bestandteil von Esso). Der Raffineriekomplex in Haifa entstand bis 1944 am Ende der Pipeline zwischen Mossul und Haifa (englisch Kirkuk–Haifa oil pipeline). Aufgrund des Arabischen Boykotts veräußerte die britische Regierung das Unternehmen CRL 1958 an den Israelischen Staat, der den Namen in ORL änderte und Restrukturierungen und Erweiterungen vornahm. Zum Staatskonzern ORL gehörten bis 2006 auch die Ashdod Oil Refineries, womit ORL auch der Raffineriemonopolist in Israel war.
Im Zuge der Privatisierung ging ORL an die Börse und verkaufte die Raffinerien in Aschdod an die Paz Oil Company.
In der Unternehmensgruppe Bazan Ltd. waren im Jahr 2016 1444 Mitarbeiter beschäftigt. Die Israel Corporation, die mehrheitlich zur Ofer Brothers Group gehört, hält 33 % der Unternehmensanteile. Weitere 16 % hielt die Israel Petrochemical Enterprises Ltd., die restlichen Anteile werden frei gehandelt.